# Багоцкий, Владимир Сергеевич
Владимир Сергеевич Багоцкий (22.01.1920, Берн, Швейцария — 12.11.2012, Колорадо, США) — советский электрохимик, доктор технических наук.

## Биография
Владимир Сергеевич Багоцкий родился 22 января 1920 года в Берне в семье революционера, члена РСДРП Сергея Юстиновича Багоцкого и Регины Эдуардовны Биренбаум. В 1914 году супруги переехали в Швейцарию. После разрыва дипломатических отношений между Россией и Швейцарией (1918) С. Ю. Багоцкий стал представителем Советского Красного Креста в Женеве. В 1938 году, после того как сын окончил школу в Швейцарии, семья вернулась в Россию, и Владимир Багоцкий поступил на химический факультет МГУ.
Уже в первые студенческие годы он стал активно заниматься наукой, и после защиты кандидатской диссертации (1947) Багоцкого приняли на работу в МГУ. В 1949 году вследствие усиления антисемитизма, который во многом инициировался и поддерживался властными структурами, ему пришлось уйти из университета (уволен «за политическую незрелость и космополитизм»). После многочисленных попыток найти работу Багоцкий устроился во Всесоюзный научно-исследовательский элементно-электроугольный институт, созданный для разработки источников тока для радиоиндустрии (позже этот институт был переименован во Всесоюзный научно-исследовательский институт источников тока, ВНИИТ).
В 1958 году в СССР началась большая программа по исследованию топливных элементов. Ещё оставаясь в штате ВНИИТа, Багоцкий начал очень тесно сотрудничать с учреждённым в 1958 году Институтом электрохимии (ИЭЛАН), директором которого стал академик А. Н. Фрумкин. В 1965 году Владимир Сергеевич окончательно перешёл туда, сначала на должность заведующего лабораторией, в затем — начальника отдела. Как один из ведущих исследователей в стране по топливным элементам В. С. Багоцкий был назначен заместителем председателя учёного совета по топливным элементам АН СССР и заместителем председателя Междуведомственной комиссии по созданию и развитию электромобильного транспорта.
В начале 1970-х внимание электрохимиков по всему миру было обращено к литиевым батарейкам. В середине 1980-х в ИЭЛАНе в отделе Багоцкого была создана специальная литиевая группа.
После ухода на пенсию Багоцкий переехал в США. Даже после своего 90-летнего юбилея он продолжал работать над учебниками и монографиями.
Владимир Сергеевич Багоцкий скончался 12 ноября 2012 года в возрасте 92 лет.

## Научная деятельность
В. С. Багоцкий начал заниматься электрохимией ещё в студенческие годы. Свои первые исследования он выполнял под руководством А. Н. Фрумкина, у которого защитил кандидатскую диссертацию, и З. А. Иофа. В частности проводились исследования процесса выделения водорода на ртути.
Совместно с Н. Н. Мейманом Багоцкий решил задачу коррекции концентрационной поляризации при необратимых электродных процессах. Полученные результаты успешно применены к ртутному капающему электроду, а поляронрафический анализ при смешанном кинетическом режиме называется техникой Меймана-Багоцкого.
Работа во ВНИИТе в первую очередь была связана с прикладной наукой. Багоцкий работал над созданием батарей для подводных лодок, авиации и космической техники. Были созданы серебряно-цинковые, ртутно-цинковые, водно-активируемые и теплорезервные батареи. На первом советском спутнике, запущенном 4 октября 1957 года, было установлено 3 серебряно-цинковых электрода, сделанных под руководством Багоцкого. Этими батареями были оснащены и другие советские космические аппараты, в том числе, «Восток», на котором 12 апреля 1961 года совершил полёт Юрий Гагарин. В признание этих научно-технических достижений в 1954 году Владимиру Сергеевичу Багоцкому была присуждена степень доктора технических наук (без представления диссертации), в 1956 и 1957 годах он был награждён орденом Трудового Красного Знамени, а в 1961 — орденом Ленина.
Совместно с Эмилем Александровичем Менджерицким были проведены работы по кинетике процессов в ртутно-цинковых ячейках и кинетике процессов на цинковых электродах в щелочных растворах.
Задолго до Д. Рагона Багоцкий построил графики зависимости «удельной энергии» от «удельной мощности» («энерговооружённости») (см. «Новейшие достижения в области химических источников тока»).
В 1963 была завершена работа по изучению затопленных пористых электродов в различных условиях эксперимента (совместно с И. Г. Гуревичем). Багоцкий усиленно продвигал метод стандартной контактной порометрии, изобретённый вместе с Ю. М. Вольфковичем, поскольку изобретение изучение затопленных пористых электродов было невозможно без эффективных техник порометрии.
Под покровительством Багоцкого в 1970-х были осуществлены многочисленные работы по газовым диффузным электродам.
Также под руководством В. С. Багоцкого проводились исследования электрокатализа. Была описана разница в электрокаталитической активности между однородной и платинированной платиной, между однородным и рутенированным рутением. В работах по изучению монокристальных поверхностей металлов платиновой группы под руководством Багоцкого были получены данные о глубокой роли кристаллографической ориентации в электрокатализе. Также было обнаружено увеличение электрокаталитической активности микрокристаллов платины, когда они размещены на инертном носителе (пиролитическом углероде); величина эффекта была обратно пропорциональна размеру кристаллов.
По результатам работы Багоцкого по изучению электроокисления органических молекул была составлена обобщённая схема реакции.
Одним из научных интересов В. С. Багоцкого было использование макроциклических веществ в качестве молекулярных катализаторов для восстановления кислорода. Поэтому Багоцкий провёл серию экспериментов, чтобы изучить тепловой отклик фталоцианинов металлов и некоторых замещённых порфиринов. Было обнаружено, что каталитическая активность фталоцианина кобальта, тетрафенилпорфирина и тетрабензопорфирина значительно увеличивается после термической обработки, при том что нагревание обычно приводит к разложению органических веществ.
В конце 1980-х годов в отделе Багоцкого была создана группа по исследованию литиевых батарей. Группа с самого начала занималась исследованием первичной системы литий-тионилхлорид. Группа Багоцкого добилась значительного прогресса в объяснении механизма восстановления тионилхлорида. Они также исследовали поведение пористых электродов и механизм пассивации лития.

## Основные труды
- Фрумкин А. Н., Багоцкий В. С., Иофа З. А., Кабанов Б. Н. Кинетика электродных процессов. М.: Изд-во Московского Государственного университета, 1952. 320 с.
- Багоцкий В. С., Флёров В. Н. Новейшие достижения в области химических источников тока. М.: Госэнергоиздат, 1962. 240 с.
- Гуревич И. Г., Вольфкович Ю. М., Багоцкий В. С. Жидкие пористые электроды. Минск: Наука и техника, 1974. 240 с.
- Багоцкий В. С., Богдановская В. А., Васильев Ю. Б. и др. Проблемы электрокатализа. М.: Наука, 1980. 271 с.
- Багоцкий В. С., Скундин А. М. Химические источники тока. М.: Энергоиздат, 1981. 360 с.
- Багоцкий В. С. Основы электрохимии. М.: Химия, 1988. 400 с.
- Bagotsky VS. (2006) Fundamentals of Electrochemistry. 2nd Edn. Wiley, New York, 2006, 752 p.
- Bagotsky VS. (2009) Fuel Cells. Problems and Solutions. Wiley, Hoboken, 320 p. (2012) 2nd Edn.

## Награды
- Орден Трудового Красного Знамени (1956, 1957)
- Орден Ленина (1961)

## Семья
- Отец — Сергей Юстинович Багоцкий (1879—1953) — русский революционер, партийный и государственный деятель.
- Мать — Регина Эдуардовна Биренбаум.
- Первая жена — Ирина Ярыгина.
  - Сын — Сергей Владимирович Багоцкий (р. 1949).
    - Внучка - Мария Сергеевна Багоцкая[16].
- Вторая жена — Ирина Евгеньевна Яблокова — учёный-электрохимик.
  - Дочь — Наталья Владимировна Багоцкая.